# Сент-Джозеф (озеро)
Сент-Джо́зеф (англ. Lake St. Joseph) — озеро на границе округов Кенора и Тандер-Бей в северо-западной части канадской провинции Онтарио, 15-е по величине в провинции.
Расположено в трёхстах километрах к северу от города Тандер-Бей. Площадь водной поверхности озера составляет 459 км², а общая площадь — 493 км². Площадь островов — 34 км². Высота озера над уровнем моря 371 метр. Ближайший населённый пункт — Пикл-Лейк, расположенный севернее озера. Сток из озера в залив Джеймс по реке Олбани.
Специализация озера в любительском рыболовстве — судак и щука. Особенно славится озеро своими щуками, которые могут достигать рекордных размеров.